# Libéraux du Maroc
Ne doit pas être confondu avec Libéralisme.
Les historiens désignent par libéraux du Maroc les personnalités qui dans les années 1950 représentent le courant de pensée s'élevant contre les inégalités du système colonial au Maroc, et prônent le rapprochement social entre les communautés européennes et musulmanes. Au même moment, un courant d'idée similaire se développe de l'autre côté de la frontière, avec les mêmes objectifs, les libéraux d'Algérie.
Ces personnalités de la presse ou de l'industrie étant « sans communauté de pensée politique ou religieuse » et ne constituant « pas un parti politique » ni « un groupe de pression », ils n'ont pas recherché la célébrité, préférant une « action discrète » qui s'est révélée « essentielle pour le maintien des relations » entre Français et Marocains.
Grâce à leur soutien, celui du parti de l'Istiqlal et de Mehdi Ben Barka, le sultan du Maroc revient à l'automne 1955 de deux ans d'exil forcé et signe les « accords de La Celle-Saint-Cloud », accordant sans guerre et sept ans avant l'Algérie, l'indépendance du pays, mettant fin au protectorat français du Maroc. Mohammed V les remercie alors de leur contribution, plusieurs d'entre eux ayant péri dans une série d'assassinats.

## Histoire

### Tensions de l'année 1947
Après les violentes émeutes de 1947 à Casablanca, une partie des Français du Maroc se sont sentis en désaccord avec les « dérives » du système de protectorat. Parmi eux, les animateurs des 'Amitiés marocaines" présidées par Félix Nataf du Gères (Groupe d'études et de réalisations économiques et sociales) présidé par Robert Orain. Ils participent aux initiatives d'une presse qui veut se distinguer du ton procolonialiste des journaux de Pierre Mas. En 1947 aussi, André de Peretti, Louis Massignon et Jean Scelles fondent le Comité chrétien d'entente France-Islam. Le même André de Peretti fondera en juin 1953, avec François Mauriac et Louis Massignon, le Comité France-Maghreb.
Le Maroc est par ailleurs impliqué en 1950 dans la grève anticolonialistes des dockers CGT, dirigée contre la guerre d'Indochine, en bloquant les expéditions de matériel militaire, qui part de Marseille puis s'étend à d'autres ports notamment le 20 janvier 1950, puis le 23 janvier lorsque 3000 dockers du port de Casablanca cessent le travail. Dès juin 1949 un congrès CGT à Oran, en Algérie, avait voté une résolution de « solidarité fraternelle avec le peuple vietnamien » des dockers  suivie d'un refus, dès l’été 1949, de charger sur les navires le matériel de guerre puis d'une demande le 2 janvier 1950) de coordonner l’action contre la guerre du Vietnam ,.
Certains libéraux du Maroc ont alors des positions encore prudentes ou ambigües. Les archives de Jacques Lemaigre-Dubreuil, notamment le compte-rendu d'une conversation téléphonique du 8 mai 1951, contiennent des informations témoignant de ses réticences envers le sultan Mohammed Ben Youssef, alors suspecté de s'opposer à la démocratisation de la colonie et ainsi de faire le jeu du Parti de l'Istiqlal.

### Les suites des émeutes de décembre 1952
Les émeutes de décembre 1952 à Casablanca, qui ont fait de 100 à 300 morts selon les historiens, accélèrent cette réflexion et cette évolution, d'autant qu'il avait été approché peu avant par des libéraux du Maroc comme Robert Barrat.
À Stockholm, où il reçoit son prix Nobel de littérature, François Mauriac est alerté par un diplomate français qui l'accueille. Dès son retour, menés par André de Peretti, des témoins lui présentent un dossier détaillant ce qui s'est passé. Il écrit dans Le Figaro du 13 janvier un éditorial retentissant puis organise le 26 une réunion d'intellectuels catholiques. De nombreuses menaces l'obligent à demander une protection policière. Le Figaro, Témoignage chrétien et d'autres journaux envoient des reporters sur place pour enquêter.
La violence des événements inquiète aussi les milieux économiques en Tunisie. En janvier 1953, Jacques Lemaigre Dubreuil, directeur des huiles Lesieur, qui a investi en 1944-1945 dans une grande usine à Casablanca pour pallier la destruction de celle de Dunkerque, écrit ses premiers articles critiques dans le quotidien économique L'Information.
Les « libéraux du Maroc » et leur quotidien du matin Maroc-Presse, fondé en 1949 sur une idée de Jean Walter, qui a aussi permis à Antoine Mazzella de poursuivre la publication du quotidien du soir Le petit marocain syndicaliste, dénoncent la vision de ces événements donnée par le gouvernement, qui minimise le nombre de décès, selon lui au nombre de seulement 34. En mars 1953 est fondé le "Mouvement des Jeunes Patrons", réunissant Français et Marocains, à l'initiative de Charles Celier. Le 5 juin 1953, c'est le comité France-Maghreb, présidé par François Mauriac, avec pour vice-présidents Louis Massignon et Charles-André Julien et au secrétariat la journaliste Eva Deschamps. Il compte parmi ses adhérents François Mitterrand, ex-ministre de la France d'Outre-mer (12 juillet 1950 – 10 juillet 1951), qui reviendra au gouvernement à l'été 1953 chargé de l'Europe et le ministre des Affaires étrangères Daniel Mayer. Un Comité chrétien d'entente France-Islam est également créé, tandis que Charles Celier fonde la revue marocaine bilingue Houna Koullouchei.
Les intellectuels catholiques réussissent à alerter l'opinion publique française, mais sans empêcher le gouvernement français de monter une cabale contre le sultan du Maroc puis de le forcer à l'exil en Corse au mois d'août, malgré l'indignation de "France-Maghreb" et du "Comité chrétien d'entente France-Islam". L'été et la rentrée 1953 voient L'Aurore dénoncer avec virulence France-Maghreb, son président et le général Catroux, tandis que l'envoyé spécial de « l'Humanité », Robert Lambotte, est expulsé et que France-Soir des 29 et 30 octobre 1953 publie des documents accusant le sultan d'avoir eu des relations avec des agents hitlériens. Fin août 1953, le Comité France-Maghreb lance sa première grande initiative.
Les libéraux du Maroc reçoivent le soutien des trois hebdomadaires créés ou relancés entre 1949 et 1953 en France, Témoignage chrétien, France-Observateur et L'Express, à l'audience plus large que les revues intellectuelles Esprit de Jean Cassou et Vercors,Les Temps modernes de Jean-Paul Sartre et Contemporains de Clara Malraux, qui renforcent le pôle non-communiste de l'anticolonialisme. S'y ajoute des chefs d'entreprise méfiants envers le lobby colonial, en particulier des industriels qui produisent au Maroc et n'ont pas besoin de produits importés de France. C'est le cas de Jacques Reitzer, directeur de la Compagnie fermière des Eaux d'Oulmès,, qui gère un important complexe industriel produisant des sodas à Casablanca, à partir des eaux minérales gazeuses d'Oulmès, par ailleurs ami de toujours d'Antoine Mazzella et l'un des plus précoces "libéraux du Maroc". Son entrepris est cotée en Bourse, comme celle de Jacques Lemaigre Dubreuil dont l'usine de Casablanca fournit toute la région en huiles permettant de conditionner en boites de conserve la production de sardines, avec des dépôts à Safi, Agadir et Mogador, auprès des entreprises de pêche.
Les réunions des "libéraux du Maroc" s'enchaînent, de février à juin 1954, à l'hôtel Mansour de Casablanca et forment, par leurs débats animés, un équivalent du "Jeu de Paume" de 1789 à Paris. Parmi les participants à cette mouvance figurent aussi l'association "Les Amitiés" de Félix Nataf, l'association Conscience Française du docteur Guy Delanoé, et des notables marocains de l'Istiqlal, comme M'hamed Boucetta, Hadj Omar Abd-El-Djellil et Ahmed ben Kirane.
Jean Védrine, père du futur ministre des Affaires étrangères Hubert Védrine, qui parcourt le Maroc en 1950 avec les recommandations de François Mitterrand puis revient en France tente ensuite de faire connaître les jeunes étudiants marocains de Paris comme Abderrahim Bouabid et d'autres nationalistes pro-indépendance aux membres du gouvernement et à la presse, en leur permettant d'exprimer des propositions pour l'avenir au bon moment. De son côté, Jacques Lemaigre-Dubreuil tente des rapprochements au sein de cette nébuleuse encore peu organisée, en jouant les intermédiaires entre les représentants du gouvernement, les modérés et les « libéraux » favorables à l'autonomie du Maroc. Une « tendance modérée et constructive qu'il serait peut-être opportun d'encourager », selon une note du haut-fonctionnaire Charles Merveilleux du Vignaud, mais qui est surtout surveillée par le gouvernement. En mars 1954, il se rallie à l'opinion des socialistes Paul Ramadier et Marius Moutet, soutenant que la conservation de l'Empire colonial relève du passéisme, et le fait savoir par un article dans Le Monde. Jacques Lemaigre-Dubreuil devient ainsi la cible des mouvements qualifiés à l'époque de « contre-terroristes », partisans du maintien du Maroc sous protectorat français.

### Enquête sur les assassinats en 1953
Le radical Léon Martinaud-Déplat, alors ministre de l'intérieur depuis le 28 juin 1953, entretient des liens avec le "lobby ultra" colonialiste du Maroc au moment où se multiplient les actions violentes incluant les assassinats politiques. Un autre chef de file du parti, René Mayer député radical de Constantine et défenseur des colons algériens, pivot des différentes majorités parlementaires et cabinets de la IVe République, avait veillé à partir de 1950 à ce que le ministère de l’Intérieur soit l'apanage de proches des intérêts coloniaux, notamment dans la mouvance radicale, avec des personnalités comme Martinaud-Déplat ou Charles Brune.
En seulement quinze mois, ente décembre 1953 et mars 1955, un total de 1222 attaques terroristes, émanant des deux camps, vont causer 259 morts et 732 blessés, dont la plupart ont lieu à Casablanca, qui se voit alors surnommée "Chicago". Les deux camps sont touchés. Le 30 juin 1954 par exemple, le docteur Émile Eyraud, directeur du premier quotidien du pays La Vigie marocaine est assassiné en plein centre de Casablanca,, où le négociant proche des indépendantistes Abdelkrim Diouri sera à son tour abattu par balles le 1er décembre 1954.
Roland de Moustier, député du Doubs est chargé d'enquêter sur des assassinats de Marocains par des Européens dès le mois de décembre 1953, peu après la bombe qui cause 19 morts au marché central de Casablanca  et entraine 8 arrestations. C'est un proche de Jacques Lemaigre Dubreuil, mais son rapport remis en février 1954 n'est pas suivi ou exploité et il avertit alors que « nous glissons vers la guerre civile, si rien n'est fait au Maroc ».
En mars 1954, le gouvernement est obligé de nommer un nouveau résident général de France au Maroc, pour remplacer le maréchal Juin, qui vient de se déclarer contre la Communauté européenne de défense. Le général Koenig étant pressenti pour le remplacer, Jacques Lemaigre Dubreuil se lance alors dans marathon auprès des autorités locales et du ministère des Affaires étrangères pour que lui soit préféré un diplomate, Francis Lacoste et les relations se tendent chez les Français du Maroc. Les libéraux reprochent aux autorités françaises de laisser faire les attentats colonialistes, via un éditorial d'Henri Sartout, de Maroc-Presse.

### Lettre des 75 du Maroc
Le 11 mai 1954, le quotidien de Casablanca Maroc-Presse publie une « lettre au président de la République des Français du Maroc », datée de trois jours plus tôt, qui « marque un tournant décisif » dans la décolonisation car les personnalités signataires réclament un changement de politique coloniale, et pointent du doigt «l'intimidation érigée en politique depuis plusieurs années (...) risque de compromettre tout rapprochement des Français et des Marocains ». Les libéraux ne sont alors pas toujours unanimes : Jacques Lemaigre Dubreuil, qui a œuvré à la nomination de Francis Lacoste, n'est pas signataire de la lettre des 75 publiée par Maroc-Presse.
L'écrivain François Mauriac, qui vient de rejoindre L'Express, fondé en mai 1954, renchérit et dénonce «le médecin militaire donne du bistouri dans les ganglions sans rien vouloir connaître du cancer dont ils sont le signe ». Le 7 mai, la France perd la bataille de Dien Bien Phu, sa dernière de la guerre d'Indochine et le gouvernement de Pierre Mendès France est nommé peu après pour négocier les Accords de Genève y mettant fin.
Les "libéraux du Maroc" sont dénoncés comme "la cinquième colonne chargée de miner les positions françaises d'Outre-Mer" dans un tract "Alerte au Maroc" diffusé le 15 juin 1954. Le texte annonce la création d'un « Comité de vigilance et d'action pour la sauvegarde et la défense du Maroc »,, au moment de la nomination d'un nouveau Résident général de France au Maroc, Francis Lacoste. Francis Lacoste est sous pression, après une réunion du même jour, fédérant les groupes ultras autorisés ou non : anciens du Corps expéditionnaires français en Italie (CEF), Comité de vigilance et d'action (COVAC), le mouvement Présence française et la "Fédération des Français et amis de la France au Maroc". Le premier groupe, présidé par Jean-Guy Duchâteau, conseiller du gouvernement et signataire du tract, est surveillé par les autorités car s'est implanté dans ses rangs « une faction d'excités, partisans de coups de force, décidés selon leur expression à descendre les Français qui s'opposeraient à leur action et à obtenir la mutation du nouveau résident », soupçonné de préparer un rapprochement avec les nationalistes.
En août 1954, une révolte déferle sur la ville minière de Khouribga qui se situe à 120 km au sud-est de Casablanca au cœur du plateau des phosphates .

### Assassinats de Tahar Sebti et Albert Forestier
Les tensions avec les ultras augmentent encore après les révélations sur le contre-terrorisme, en novembre et décembre 1954, d'Albert Forestier, un jeune inspecteur de police à Casablanca, au Maroc. Ex-pigiste sportif chargé du cyclisme à Maroc-Presse, puis engagé en Indochine en 1951, il y a bénéficié d'une citation à l'ordre de l'armée par le général de Lattre en 1951.
En décembre 1954, après l'assassinat le 1er décembre 1954 d'Abdelkrim Diouri, un négociant proche des indépendantistes, Albert Forestier perquisitionne, avec des collègues, l'hebdomadaire Zadig. Qualifié de "Canard Enchaîné marocain" malgré un « faible tirage », cet hebdomadaire, virulent défenseur du Maroc français, publie des menaces contre les libéraux du Maroc. Albert Forestier rédige un rapport sur quatre ou cinq pages de papier quadrillé, transmises à Raymond Chevrier, jeune préfet depuis 1954, et récemment nommé directeur des services de la sécurité, par le ministre des Affaires marocaines et tunisiennes Christian Fouchet.
Raymond Chevrier reconnait avoir des difficultés à exercer son autorité, car il n'appartient pas aux cadres de la Sûreté nationale. Le rapport est aussi transmis au colonel Hubert, directeur de l'intérieur, proche conseiller du Résident général de France au Maroc, qui sera au printemps 1958 condamné à mort par contumace, avec un autre officier et leur interprète, pour avoir « comploté l'assassinat de personnalités marocaines ».
Henri Sartout leur organise à tous deux des rencontres avec Albert Forestier, dont le rapport révèle l'existence de deux équipes terroristes, l'une spécialisée dans le mitraillage et l'autre dans les explosifs, toutes les deux en liaison avec le docteur Georges Causse, président fédéral du groupement "Présence française" et Jean-Guy Duchâteau. Lemaigre Dubreuil a de son côté communiqué ces renseignements au gouvernement français. Le journaliste Antoine Mazzella, qui a subi des menaces de mort et un attentat raté en octobre, est prévenu aussi et s'éloigne à Paris.
La situation se dégrade alors peu avant la chute du gouvernement de Pierre Mendès France, visé par lobby colonial, le 5 février 1955.
Le 2 janvier 1955, c'est l'assassinat par sept rafales de mitraillettes de Tahar Sebti, négociant marocain, actif dans le textile et la minoterie, ami de Lemaigre Dubreuil et membre du comité directeur de Lesieur Afrique car associé à 50 % dans la filiale locale du groupe, la plus importante. Le crime « ébranle Marocains et libéraux ». Vingt mille personnes assistent à ses obsèques, sur un cortège de plus de trois kilomètres, tandis qu'Antoine Turiel, professeur d'espagnol au lycée Lyautey et Émile Desprades sont grièvement blessés au revolver et l'employé de bureau Baptiste Peralta tué d'une balle dans la tête.
La nuit suivante, Albert Forestier meurt dans un accident de la route. L'enquête montre que la direction de son véhicule avait été sabotée, et qu'il percuté un car de militaires sur une route en lacets accidentée entre Ifrane et Casablanca.

### Février à avril 1955, les rapports Forestier, Wybot et Lemaigre Dubreuil
Le 4 février 1955, veille de la chute du gouvernement Pierre Mendès-France, Henri Sartout accuse dans un éditorial de Maroc-Presse des Européens de Casablanca d'être responsables d'attaques contre des Marocains et même contre d'autres Européens. Maroc-Presse met de plus en cause Philippe Boniface, préfet de région de Casablanca, comme étant partie prenante du « contre-terrorisme » en favorisant l'impunité des activistes français. Le journal publie dans le même numéro les cinq pages d'informations synthétisées en décembre par l'inspecteur de police Forestier.
L'article est repris dans L'Express et suscite l'indignation. Henri Sartout doit réclamer la protection policière du journal. La famille Walter souhaite alors se défaire de sa participation au capital. Jacques Lemaigre Dubreuil se porte acquéreur, mais sa prise de contrôle du quotidien ne sera finalisée en qu'avril car il demande avant au Président du Conseil Edgar Faure de lui apporter des garanties de sécurité. Ce dernier confie alors à Roger Wybot, patron depuis onze ans de la DST, une mission d'enquête au Maroc.
Malgré cette mission, le 2 mars 1955 une pluie de tracts menace Lemaigre Dubreuil, Jacques Reitzer et Pierre Clostermann et le 6 mars 1955 une bombe est posée devant la villa d'un autre des "libéraux du Maroc", Pierre Clostermann. Des victimes sont ensuite constatées côté extrême-droite, Philippe Boniface, préfet de région, est attaqué par des Marocains en moto mais sauvé par des collègues et le 10 mars 1955 le docteur Georges Causse est blessé d'une balle à la cuisse.
Le 24 mars 1955, Roger Wybot présente son rapport, qui oppose le « contre-terrorisme spontané » issu d'un « réflexe d'autodéfense » au « contre-terrorisme organisé », mais son analyse est contestée, car « le second paraît bien l'emporter sur le premier » note Le Monde. Mi-avril, deux mois avant son assassinat, Jacques Lemaigre Dubreuil donne à Edgar Faure une note récapitulant les informations de Forestier. Il a également une entrevue avec le général Alphonse Juin puis rencontrera à nouveau Edgar Faure la veille de sa mort. Entre-temps, Joseph Renucci et Jo Attia, deux criminels endurcis, entrent en contact avec les hommes du SDECE.
Jacques Lemaigre-Dubreuil, directeur de Maroc-Presse, remet ensuite lui-même au président du conseil et au ministre des Affaires marocaines et tunisiennes un « rapport très complet sur le contre-terrorisme », qui reprend et complète les informations transmises le 26 décembre par Henri Sartout et Antoine Mazzella aux différentes autorités locales, qui résumaient celles collectées et synthétisées par l'inspecteur de police Forestier.

### Conférence nationale pour la solution du problème franco-marocain
La situation évolue rapidement au Parti radical, implanté chez les « ultras du Maroc », dont est proche son président administratif Léon Martinaud-Déplat, au ministère de l'intérieur jusqu'à l'été 1954, et qu'occupe depuis février 1955 un autre radical de droite Maurice Bourgès-Maunoury. Leur exclusion du Parti devient probable après mai 1955, quand ils sont mis en minorité lors d'un congrès extraordinaire très médiatisés par l'ex-président du Conseil Pierre Mendès France, qui fait adopter le principe d'un Front républicain alliant les radicaux autres partis de gauche, pour une probable et prochaine conquête pouvoir.
Pierre Mendès France soutient chaudement les « libéraux du Maroc » dans L'Express créé depuis un an par le quotidien Les Échos. Pour lui, la ligne de séparation du conflit au Maroc n'est « pas vraiment entre deux peuples, mais entre ceux qui de part et d'autre ne croient qu'en la violence et, de part et d'autre, les partisans du dialogue » et il salue « les Français, qui s'efforcent de comprendre les Marocains et de s'entendre avec eux en vue de réaliser un accord librement consenti ».
Deux jours après le congrès radical, il participe à la "Conférence nationale pour la solution du problème franco-marocain", organisée les 7 et 8 mai 1955 à Casablanca par des intellectuels catholiques, menés par André de Peretti. L'événement est la participation des leaders du Parti de l'Istiqlal marocain, qui y rencontrent Jean Védrine, Bertrand Schneider, Léon Marchal, ancien secrétaire général du Protectorat et secrétaire général du Conseil de l'Europe, François Mauriac, Emmanuel Lamy, secrétaire général-adjoint de la Banque de l'Union parisienne et l'association France-Maghreb, première discussion qui pose les jalons de la conférence d'Aix-les-Bains organisée ensuite en août avec aussi les leaders du Parti de l'Istiqlal.

### Assassinat de Lemaigre Dubreuil
Le 6 juin, Jacques Reitzer, ami d'Antoine Mazzella, patron de l'usine de sodas de Casablanca échappe pour la troisième fois à un attentat. Il porte immédiatement plainte car les rapports Forestier et Lemaigre Dubreuil viennent d'établir que ces attentats émanent des policiers regroupés dans La Main rouge, paravent du SDECE.
Jacques Lemaigre Dubreuil demande audience au ministre Pierre July, à qui il confie qu'il sera à son tour visé par une tentative d'assassinat,. Il affirme dans une tribune de Maroc-Presse qu'il est soutenu par le gouvernement puis confie la tribune suivante à Moulay Abdelhadi Alaoui, principal initiateur du Manifeste de l'indépendance du 11 janvier 1944, détesté par le Résident, le maréchal Juin. Le 10 juin, il invite au siège de Lesieur à Paris les militants indépendantistes Abderrahim Bouabid et M'hamed Boucetta, pour leur montrer sa sacoche contenant des informations sur le même Alphonse Juin.
Le lendemain, le 11 juin 1955, Jacques Lemaigre Dubreuil rentre incognito à Casablanca car les policiers le protégeant ne sont pas prévenus, alors que docteur Causse, proche de La Main rouge en est informé. Le soir, il est assassiné à la mitraillette par la fenêtre d'une traction avant, au pied de son immeuble, sur la place de Casablanca, qui sera rebaptisée à son nom à l'Indépendance du Maroc. Simon Castet, avec qui il a dîné, échappe de peu aux tueurs et pense en avoir vu trois ou quatre dans une Citroën Traction Avant 15-6.
Sa sacoche, qui contenait des pièces historiques sur la stratégie du maréchal Juin sous l'Occupation a disparu, selon son gendre Baudhoin de Moustier et ses amis,,,. Le jour de ses obsèques, suivies par Pierre Mendès-France, Jean-Jacques Servan-Schreiber et une foule nombreuse le gouvernement annonce « une réorganisation des services de sécurité du Maroc » qu'il avait déjà promise après le rapport de Roger Wybot le 24 mars, proposant de les scinder pour « lutter contre chacun des terrorismes, marocain et européen ». Roger Wybot se voit confier immédiatement une nouvelle mission à Casablanca,. Le maréchal Juin, qui s'était opposé violemment à la victime, est « prié de démissionner » du Comité de coordination de l’Afrique du Nord. Le résident Francis Lacoste est relevé de ses fonctions, remplacé seulement un mois après par Gilbert Grandval. Dans L'Express, Maroc-Presse et Le Monde, Pierre Mendès-France dénonce une administration coloniale marocaine qui a « ignoré les Français libéraux au point de renoncer à les protéger physiquement ».
L'Express et France-Soir, qui tire à un million d'exemplaires, révèlent à l'opinion publique que l'hebdomadaire Zadig, proche de La Main rouge, avait désigné la victime , même si son directeur Michel de La Varde, de son vrai nom Maurice Gabé, s'en défend dans un livre quelques mois après. Huit jours avant l'assassinat, Zadig écrivait qu'il « tient à prévenir ceux qui écrivent librement dans Maroc-Presse que la liberté a des limites, qu'il note leurs noms à toutes fins utiles quand l'heure des règlements de comptes sera venue »,.
Dix jours après l'assassinat de Jacques Lemaigre Dubreuil, l'émotion n'est pas retombée. Une dizaine d'Européens sont interpellés puis relâchés, parmi lesquels six policiers. L'un d'eux, Pujols, reconnaît des assassinats de Marocains maraîchers. Un autre, Antoine Méléro est par ailleurs espion du SDECE, arrivé en mars 1952 et qui suit discrètement le truand Jo Attia six mois après à Tétouan lors d'un autre attentat risqué, raté, contre Allal el Fassi"Les gangsters et la République" par Frédéric Ploquin en 2016 aux Editions Fayard , imposé par le gouvernement à Henri Fille-Lambie, chef du service Action du SDECE .
Parmi eux aussi, le cafetier François Avivai, que Forestier avait accusé en novembre 1954 d'autres attentats contre Pierre Clostermann et Antoine Mazzella commis en octobre 1954. Les enquêteurs sont parvenus aussi à « situer le terrorisme marocain lui-même dans son cadre », de « sévices, brimades, arrestations arbitraires », pour exiger des victimes qu'elles « désintéressent les prétendus enquêteurs ».
Dans trois longs articles consécutifs ,,, Le Monde révèle que les enquêteurs sont « en présence de toute une organisation antiterroriste à laquelle on peut imputer plusieurs dizaines d'attentats » et que la police casablancaise a traité 15 affaires de terrorisme depuis janvier et déféré devant à la Justice 104 personnes, sans « apaiser les inquiétudes » des Français qui soutenaient la victime et « dont les noms ont été portés sur certains tracts » mais que « la responsabilité de certains policiers est maintenant établie ».
« Il apparaît en premier que des crimes mis à l'actif des terroristes marocains sont en fait imputables » aux dix arrêtés, comme « seuls quelques Français courageux s'étaient jusqu'alors employés » à le révéler, souligne Le Monde en référence à une dépêche AFP citant les enquêteurs selon qui « la "liste Forestier" est issue de confidences de l'inspecteur chef Delrieu », pourtant ensuite mis à pied. Muté à Paris sous une impressionnante protection policière, puis arrêté, il a « protesté contre le déplacement d'un chef de brigade au courant de l'action des terroristes européens. ».
Le président du Conseil Edgar Faure répond par deux longues interventions à l'Assemblée nationale lors des séances des 24 et 25 juin 1955, en dévoilant des extraits du nouveau rapport de Roger Wybot, de la DST, qui selon les "ultras" « remettent à sa place », Albert Forestier. Roger Wybot y écrit qu'il soupçonnait Forestier, lors de sa précédente mission « d'avoir commis lui-même l'attentat du 22 décembre contre trois Marocains » sortant du bar et d'avoir embelli son parcours militaire en Indochine,,.
À la mi-juillet, c'est Simon Castet seul témoin de l'assassinat de Jacques Lemaigre Dubreuil, est retrouvé « suicidé » dans la villa d'un lobbyiste conservateur sur la Côte d'Azur. La Justice requalifie ensuite le suicide en assassinat,. Brièvement interrogé par la police, il était rentré en France demander audience au ministre Pierre July, qui a refusé,. Le gouvernement interdit alors l'hebdomadaire Zadig le 14 juillet, veille d'une nuit d'émeute déclenchée par des ultras à Casablanca, en réaction à un attentat. Près de 150 incendies font une soixantaine de morts, à laquelle répondent un mois plus tard des émeutes encore plus sanglantes contre la présence française dans plus d'une dizaine de villes du Maroc.

### Conférence d'Aix-les-Bains et accords de La Celle-Saint-Cloud
Les « libéraux du Maroc » suivent de près, à l'été et l'automne 1955 le processus d'obtention de l'indépendance du Maroc, qui prend forme lors de la conférence d'Aix-les-Bains au mois d'août, qui voit la France pour la première fois accepter le retour du sultan, puis par les accords de La Celle-Saint-Cloud de novembre.
Le Monde du 23 août déplore que le président du conseil Edgar Faure soit toujours soumis aux « dissensions de son cabinet sur le problème crucial » de ce retour mais salue sa décision d'un dialogue « avec les nationalistes marocains eux-mêmes ». Le mouvement Conscience française affirme représenter « l'opinion des Français libéraux du Maroc » et met en valeur « une attitude de silence et d'expectative » au moment de la conférence d'Aix-les-Bains d'août 1955. Puis en octobre il dénonce « les atermoiements, les hésitations, les manquements aux engagements proclamés dans les délais fixés » pour demander la « mise en application immédiate du compromis » trouvé entre les deux parties lors de cette conférence, en estimant que « le retard fait le jeu des extrémismes ». Edgar Faure organise alors des "conseils de guerre" dans la villa de son directeur de cabinet Jacques Duhamel à Sanary sur Mer.
Mais le 1er novembre, le dénouement est toujours attendu et un comité représentant les groupements libéraux du Maroc écrit au président René Coty pour souligner « la nécessité d'un rapide retour du sultan » Mohamed V, toujours exilé à Madagascar, tandis que le président de la chambre de commerce et d'industrie de Casablanca lance un appel à se « rallier au gouvernement marocain qui va présider aux destinées du pays ». Trois jours après, le ministre des Affaires étrangères Antoine Pinay revient à Paris et déclare que le sultan est désormais le seul interlocuteur légal de la France
Ce dernier est accueilli le même jour en France par 1 500 Marocains, ouvriers, étudiants, commerçants, venus de diverses régions et y donne son premier dîner officiel, avec François Mauriac, Pierre Clostermann, Charles-André Julien, René Julliard, Georges Izard, Paul Weill et le docteur Dubois-Roquebert. En mars 1956, il rend hommage aux Français libéraux du Maroc, dont il reçoit une délégation en leur affirmant « vous et nous, nous et vous, au moment où elle était en danger, avons sauvé par notre action conjuguée l'amitié de nos deux peuples ».

### Les rencontres de Toumliline
En août 1955, les camps de vacances de l'Atlas furent fermés par l’armée française, car suspectés d'activités nationalistes, obligeant les jeunes y passant l'été à demander l’hospitalité aux moines du monastère bénédictin de Toumliline, ouvert en 1952, à l’invitation de l'archevêque de Rabat, avec l’accord du sultan Mohammed Ben Youssef. D'où l'idée de lancer dès l'été suivant, dans le même monastère de Toumliline des sessions de réflexions et de débats. À partir du printemps 1956, Si Bekkaï, pacha de Sefrou, propose ainsi d'en faire le lieu de cours internationaux, en invitant des étudiants du monde entier, le sultan soutenant le projet. « Des jeunes, musulmans, juifs et chrétiens, venus de tout le Maroc » s'y retrouvent dans des rencontres interreligieuses , sur des thèmes « touchant la vie quotidienne des marocains et recoupant des enjeux internationaux », ouvertes aux intellectuels de tous horizons. Parmi les intellectuels qui y participent, des libéraux du Maroc comme Louis Massignon, mais aussi Louis Gardet, Emmanuel Levinas, Fatima Hassar-Ben Slimane, Louis Fougère, Ahmed Balafrej, Mohammed El Fassi, Régis Blachère et A.R. Gibb (1895-1971). Une synthèse des débats est réunie dans un livre publié en 1956 .
Les libéraux du Maroc se retrouvent nombreux pour les sessions d'été à Toumliline, futur lieu de tournage du film Des hommes et des dieux sur moines de Tibherine.

### Les rebondissements au printemps 1958
L'enquête sur l'assassinat de Jacques Lemaigre Dubreuil ne rebondit que près de trois ans plus tard. Le 7 mars 1958, les révélations de Robert Gabey, ex-chroniqueur de Zadig, entraînent la mise en examen du policier Antoine Méléro, qui n'est libéré qu'une semaine plus tard, son avocat Biaggi ayant fait valoir le décret d'amnistie pris par le sultan du Maroc à son retour au pouvoir en novembre 1955, pour tous les crimes politiques remontant jusqu'au mois d'août 1953.
Antoine Méléro reste cependant en liberté provisoire, car impliqué à Toulon dans une affaire de proxénétisme, et cité dans l'enquête sur le meurtre d'un policier au cours de l'assassinat manqué de Pierre Mendès-France le 17 avril 1956 au Maroc, car il a ensuite kidnappé à l'hôpital un des trois auteurs de cette tentative, blessé pendant l'attaque, à laquelle a participé aussi son ami Bob Denard, qui passe 18 mois en prison pour cette affaire.
Louis Damiani, autre militant du groupe marocain Présence française a entre-temps tué, le 2 mars 1957 à Paris, un changeur qui lui résistait, à coups de matraque et de crosse de revolver, crime qui lui vaudra quinze ans de prison. Arrêté, il avoue avoir été présenté fin 1953 ou début 1954 au bras au droit de Georges Causse et avoir participé à une série d'attentats contre des « personnalités libérales ».
Parmi ceux-ci, l'attentant d'octobre 1954 visant l'industriel Pierre Clostermann et celui du 2 janvier 1955 qui a tué Sebti, auquel a participé Bob Denard. Il y a aussi les deux attentats de juin 1955 contre Jacques Reitzer et Jacques Lemaigre-Dubreuil, ou encore celui contre le docteur Mohammed Saleh Bendjelloul, pour lequel Jo Attia, truand travaillant occasionnellement pour le SDECE, est emprisonné par la police espagnole à Tanger, avant d'obtenir son extradition en promettant des révélations sur la raison des traces de son implication dans l'Affaire du double meurtre de Montfort l'Amaury, alors non-élucidée.
Les magistrats replacent Antoine Méléro sous les verrous en mai 1958 car Louis Damiani renouvelle contre lui des accusations précises, recoupant celles de 4 autres témoins, dont trois policiers l'accusant d'avoir été au volant d'une des voilures convoyant les assassins de Lemaigre Dubreuil.
Il passe à son tour 17 mois en prison, avant d'être libéré le 2 septembre 1959 sur intervention du Premier ministre Michel Debré, alors confronté à la décolonisation de l'Algérie, puis de bénéficier d'un non-lieu en 1964.
Malgré les aveux de Damiani en décembre 1962, mettant en cause quatre hommes de main de « Présence française », dans une équipe qui présente de nombreuses similitudes avec l'organisation La Main rouge dont des policiers, un non-lieu est prononcé en 1965.
La Main rouge disposait à cette époque d'une équipe de neuf hommes au Maroc, selon l'enquête publiée dans un livre en 1982 par Alain Laville, grand reporter à Nice-Matin et journaliste d'investigation, qui a effectué d'importantes recherches sur le grand banditisme.

## Personnalités parmi les libéraux du Maroc
- Hadj Omar Abd-El-Djellil[6] ;
- Ahmed ben Kirane ;
- Jacques Reitzer, administrateur général de la Compagnie fermière des Eaux d'Oulmès ;
- Jacques Lemaigre-Dubreuil, directeur de Lesieur ;
- Pierre Clostermann, député gaulliste et chef d'entreprise ;
- Jean Walter, directeur de la société des mines ;
- Maurice Buttin, avocat ;
- Charles Celier, créateur de la revue marocaine bilingue Houna Koullouchei[9]et en mars 1953 du « Mouvement des Jeunes Patrons » ;
- Félix Nataf, responsable de l'association « Les Amitiés » ;
- docteur Guy Delanoé, président de l'association Conscience Française ;
- M'hamed Boucetta, de l'Istiqlal ;
- Abderrahim Bouabid ;
- Henri Sartout, président de l'Association des anciens combattants d'Indochine et directeur de Maroc-Presse[9] ;
- Antoine Mazzella, rédacteur en chef de Maroc-Presse[9] ;
- André de Peretti ;
- Louis Massignon ;
- Jean Scelles.